# Acanthopsyche ogiva
Acanthopsyche ogiva är en fjärilsart som beskrevs av Jean Bourgogne. Acanthopsyche ogiva ingår i släktet Acanthopsyche och familjen säckspinnare. Inga underarter finns listade i Catalogue of Life.